# Paranormale Kinderen
Paranormale Kinderen was een Nederlands televisieprogramma van SBS6. In het programma stonden kinderen met een paranormale gave centraal. De zich medium noemende Liesbeth van Dijk sprak in elke aflevering met kinderen van wie de ouders dachten dat hun kind paranormaal zou zijn. Deskundigen droegen in iedere aflevering hun steentje bij.

## Therapeuten
- Hans de Waard noemt zich paramedicus, coach, trainer en auteur.
- Joep van Roosmalen is GZ-psycholoog, onderwijskundige en pedagoog.
- Desirée ter Keurs, kinder- en jeugdtherapeut met een eigen praktijk.
- Claudia Montero zegt haar gaven en paranormale kwaliteiten in te zetten voor kinderen.

## Kijkcijfers

#### Seizoen 1
| Aflevering | Uitzenddatum     | Kijkcijfers | Plek |
| ---------- | ---------------- | ----------- | ---- |
| 1          | 27 oktober 2010  | 915.000     | 16   |
| 2          | 3 november 2010  | 718.000     | 21   |
| 3          | 10 november 2010 | 723.000     | 20   |
| 4          | 24 november 2010 | 585.000     | 25   |
| 5          | 1 december 2010  | 845.000     | 20   |
| 6          | 7 december 2010  | 456.000     | -    |
| 7          | 11 januari 2012  | 396.000     | -    |
| 8          | 18 januari 2012  | 460.000     | 25   |

#### Herhalingen Seizoen 1
| Aflevering | Uitzenddatum    | Kijkcijfers | Plek |
| ---------- | --------------- | ----------- | ---- |
| 1          | 25 januari 2012 | 469.000     | -    |
| 2          | 1 februari 2012 | 481.000     | -    |